# Lacs Skelton
Pour les articles homonymes, voir Skelton.
Les lacs Skelton (en anglais : Skelton Lakes) sont des lacs américains dans le comté de Tuolumne, en Californie. Ils sont situés à 3 205 mètres d'altitude au sein de la Yosemite Wilderness, dans le parc national de Yosemite.